# 2011年夏季世界大学生运动会法国代表团

法国代表团旗帜

2011年夏季世界大学生运动会法兰西共和国代表团一共有222名运动员参赛。

## 奖牌榜
| 名次 | 代表团 | 金牌 | 银牌 | 铜牌 | 总数 |
| ---- | ------ | ---- | ---- | ---- | ---- |
| 17   | 法国   | 4    | 12   | 17   | 33   |

## 奖牌获得者

### 金牌
1. 女子重剑个人：洛朗·朗比
2. 射箭-男子复合弓团体赛
3. 跆拳道-女子53-57公斤级：阿尔努瓦
4. 女子重剑团体

### 银牌
1. 柔道-女子78公斤级：蒙托奥普
2. 柔道-男子100公斤级：德尔沃特
3. 男子个人重剑：马歇尔
4. 女子重剑团体赛
5. 男子吊环：艾特赛德
6. 柔道-男子团体赛
7. 击剑-男子重剑团体赛
8. 男子十项全能：凯兰
9. 男子200米自由泳：克莱蒙特-勒福特
10. 射击-男子25米手枪速射团体赛
11. 射击-男子50米步枪三姿团体赛
12. 射击-女子50米步枪三姿团体赛

### 铜牌
1. 柔道-女子78公斤以上级：安德奥尔
2. 柔道-男子100公斤以上级：索雷尔
3. 柔道-女子57公斤级：埃莱娜-瑞克瓦克斯
4. 柔道-男子66公斤级：乌拉尼
5. 男子4×100米自由泳接力
6. 射箭男子复合弓个人赛：拉瑟尔
7. 乒乓球男子团体
8. 柔道-女子48公斤级：克里门斯
9. 柔道-女子无差别级：昂代奥勒
10. 柔道-女子团体赛
11. 击剑-女子花剑团体赛
12. 射箭-男子反曲弓团体赛
13. 自行车-男子凯琳赛：弗洛里安
14. 跆拳道-女子46-49公斤级：康坦特
15. 跆拳道-女子67-73公斤级：格拉芙